# Улагай, Сергей Георгиевич
Серге́й Гео́ргиевич Улага́й (19 [31] октября 1876 — 29 апреля 1944, Марсель) — полковник 1-го Линейного казачьего полка, участник Русско-японской и Первой мировой войн, георгиевский кавалер. Кавалерийский военачальник Белого движения, первопоходник, генерал-лейтенант (1919).

## Биография

### Ранние годы
Православный. Из потомственных черкесских дворян. Сын полковника Ислам-Гирея Шехимовича Улагая (1835—1877), после крещения в январе 1874 года принявшего имя Георгий Викторович. В конце XVIII века род Улагаев относился к первостепенным шапсугским дворянам, но был вынужден присоединиться к Кубанскому казачьему войску после крестьянских выступлений против шапсугской знати и Бзиюкской битвы (1797).
Окончил Михайловский Воронежский кадетский корпус (1895) и Николаевское кавалерийское училище (1897), откуда выпущен был хорунжим в 1-й Хоперский полк Кубанского казачьего войска.
28 марта 1899 года переведен в Кубанский казачий дивизион. Произведен в сотники 1 июня 1901 года. С началом русско-японской войны был прикомандирован к 1-му Аргунскому казачьему полку. За боевые отличия был награждён пятью орденами, в том числе орденом Св. Анны 4-й степени с надписью «за храбрость». 11 мая 1904 года в бою под деревней Дапу был тяжело ранен в грудь пулею навылет. На фронте произведен в подъесаулы (производство утверждено Высочайшим приказом от 26 октября 1905 года). По возвращении в Кубанский казачий дивизион состоял членом дивизионного суда.

### Первая мировая война
В Первую мировую войну вступил в рядах Кубанского казачьего дивизиона. Произведен в есаулы 18 апреля 1915 года «за отличия в делах против неприятеля». Пожалован Георгиевским оружием
За то, что в бою 17 сентября 1915 года у с. Кухоцка-Воля, командуя 4-мя сотнями спешенных казаков под сильным и действительным огнем бросился во главе сотен на окопы противника, нанеся удар с фронта и с фланга, изрубил и опрокинул противника, чем и способствовал восстановлению всего нашего расположения, перед тем поколебленного.
9 января 1916 года произведен в войсковые старшины «за отличия против неприятеля». 17 июля того же года переведен в 1-й Линейный казачий полк. Был помощником командира полка по строевой части. Удостоен ордена Св. Георгия 4-й степени
За то, что в бою 26 июня 1916 года, командуя тремя сотнями и пулеметным взводом названного полка, под сильным артиллерийским, ружейным и пулеметным огнем переправился с сотнями и пулеметным взводом вплавь через три рукава р. Стохода у д. Рудни-Червище и быстро окопался на неприятельском берегу, перед проволочными заграждениями врага, немедленно открыв по нему самый напряженный огонь; эта лихая переправа сотен, руководимых доблестным их начальником, много способствовала переправе нашей пехоты, сравнительно с малыми потерями, и дала возможность ей закрепиться на неприятельском берегу.
4 марта 1917 года произведен в полковники, 7 июня того же года назначен командиром 2-го Запорожского казачьего полка. В августе 1917 года поддержал Корниловское выступление. 18 сентября того же года назначен в распоряжение Кубанского войскового начальства.

### Белое движение
В сентябре 1917 года С. Г. Улагай был арестован Временным правительством по делу генерала Л. Г. Корнилова (Корниловское выступление), но ему удалось сбежать на Кубань.
После Октябрьской революции стал одним из участников добровольческого движения. В декабре 1917 года организовал отряд из кубанских казаков. В качестве командира пешего пластунского казачьего батальона участвовал в Первом Кубанском (ледяном) походе Добровольческой Армии в феврале — мае 1918 года с Дона на Кубань и обратно, был тяжело ранен.
После излечения от ран в июле 1918 года вернулся в строй Добровольческой армии генерала Деникина. Полковник Улагай по личному распоряжению генерала Деникина принял командование большей части отряда полковника Шкуро. Этот отряд был переформирован им во 2-ю Кубанскую дивизию.
В конце августа 1918 года 2 Кубанская дивизия полковника Улагая нанесла поражение Красной армии в районе Благодатного, что помогло окружить Ставрополь с севера. В ноябре 1918 года был произведён в генерал-майоры. В декабре 1918 года дивизия генерала Улагая, под общим командованием генерала барона Врангеля, участвовала в захвате бывшей Терской области и овладела городом Святой Крест (ныне Будённовск).
Внёс серьёзный вклад в разгром Северокавказского фронта красных (стотысячная 11-я армия под командованием Крузе) во время Северо-Кавказской операции В. С. Ю. Р. (декабрь 1918 — февраль 1919 годов) в составе 1-го Конного корпуса генерала барона Врангеля. Так, 26 ноября — 1 декабря 1918 года, «направленный генералом Врангелем во фланг наступающих, генерал Улагай к вечеру того же дня разбил южный отряд большевиков в районе Барханчака и затем, действуя быстро и искусно, в течение трех дней нанес ряд сильных ударов и средней колонне у Винодельного, Дербетовского, отбросив большевиков далеко за Дивное.».
В начале 1919 года дивизия генерала Улагая была переформирована во 2-й Кубанский корпус, в составе 2-й, 3-й Кубанской дивизии и 3-й Кубанской пластунской бригады. С марта 1919 года генерал Улагай командует 2-м Кубанским корпусом. В районе Ремонтная к северу от Маныча генерал Улагай разгромил конный корпус Думенко.
В начале мая 1919 года успешно участвовал в сражении под Великокняжеской. В июне-августе 1919 года Улагай командовал конной группой Кавказской армии под Царицыном.
В мае генералом Деникиным была поставлена перед Кавказской Армией задача взятия неприступной Царицынской укреплённой позиции, которую не смогли преодолеть войска генерала Мамонтова. Советское командование спешно стягивало к «Красному Вердену» подкрепления — из Астрахани и с Восточного фронта к Царицыну было дополнительно направлено до 9 полков красных; проволока, многочисленная артиллерия и богатые запасы снарядов делали царицынские позиции труднопреодолимыми. Поэтому первая попытка командующего Кавказской Армией генерала барона Врангеля взять Царицын в начале июня также не принесла успеха.
После подкрепления и пополнения 16 июня генералом бароном Врангелем была предпринята вторая попытка штурма Царицына. 17 июня после упорнейшего боя конница группы генерала Улагая ворвались в город и с «Красным Верденом» было покончено. 10-я советская армия была разбита и отходила вверх по Волге.
В конце октября 1919 года отказался от командования 2-м Кубанским корпусом и сдал его генералу Науменко. В декабре 1919 года новым командующим Добровольческой Армией генералом П. Н. Врангелем, генерал Улагай был поставлен во главе объединённой конной группы из донских и кубанских конных частей вместо генерала Мамонтова. Однако генерал Улагай, убедившись в низкой боеспособности подчинённых ему частей, отказался от командования в пользу полковника Фостикова.
В декабре 1919 года в Екатеринодаре он заболел тифом. Переболев тифом, в январе-феврале 1920 года, генерал Улагай принял от генерала А. Г. Шкуро командование Кубанской армией Вооруженных Сил на Юге России.
22 марта 1920 года был вызван генералом Деникиным в Крым для участия в Военном совете, собранном для выбора нового Главнокомандующего. 8 апреля 1920 года, когда командование Кубанской армией было передано Кубанскому атаману генералу Букретову, генерал Улагай был зачислен в распоряжение Главнокомандующего генерала барона Врангеля.

### Улагаевский десант 1920 г.
Генерал Улагай вошёл в историю как командир группы особого назначения Русской Добровольческой армии генерала Врангеля, высадивший десант из Крыма на Кубань в августе 1920 года.
Войска генерал-лейтенанта С. Г. Улагая высадились в районе Ахтари практически без противодействия с 14 по 17 августа 1920 года. Однако взять Екатеринодар и организовать новый фронт борьбы с большевиками Улагаю не удалось. Десант на Кубань, одна из последних попыток русской армии Врангеля переломить ход войны, потерпел поражение.

### Оценки десанта и генерала
Генерал барон П. Н. Врангель вспоминал: «Генерал Улагай мог один с успехом объявить сполох, поднять казачество и повести его за собой. За ним должны были, казалось, пойти все. Отличный кавалерийский начальник,
разбирающийся в обстановке, смелый и решительный, он во главе казачьей конницы мог творить чудеса. Я знал его отрицательные свойства, —
отсутствие способности к организации, свойство легко переходить от большого подъема духа к унынию».
Главнокомандующий В. С. Ю. Р. генерал А. И. Деникин характеризовал генерала Сергея Георгиевича Улагая как доблестного воина, чуждого политики и безупречного человека
Советский военный историк А. В. Голубев, сам участвовавший в боях с десантом Улагая, писал в 1929 году: «Улагай крепко держал в руках управление своими частями и, несмотря на ряд частных поражений, не допустил разгрома своих главных сил. Это и дало ему возможность планомерно произвести обратную эвакуацию в Крым, забрав с собой не только все свои части, больных и раненых, но и мобилизованных, бело-зеленых, пленных красноармейцев, в том числе и раненых».
По оценке белого генерала Я. А. Слащёва, он был «человеком безусловно честным, но без широкого военного образования», а для командования десантом П. Н. Врангель избрал его «как популярного кубанского генерала, кажется, единственного из известностей, не запятнавших себя грабежом».

### В эмиграции

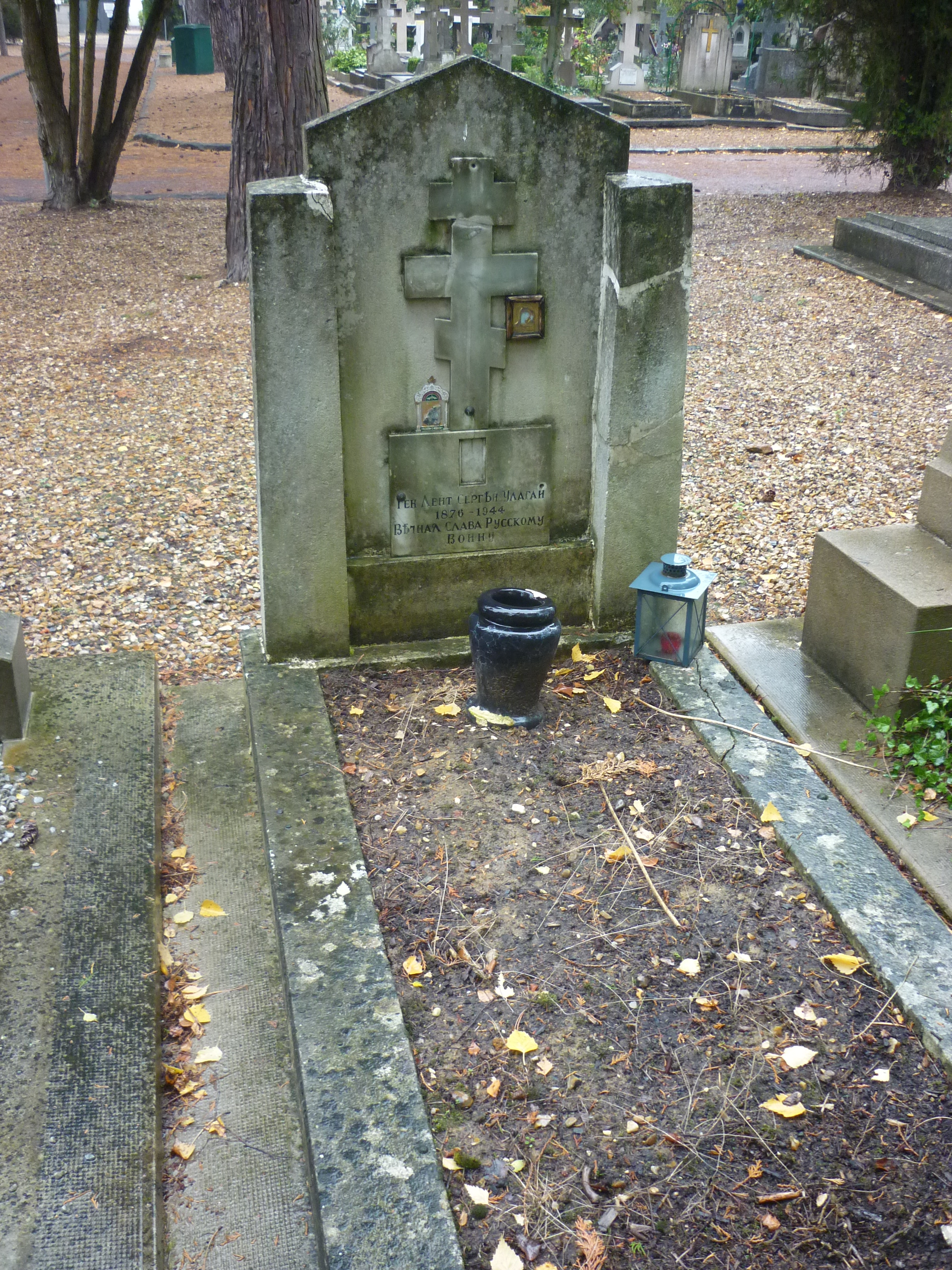
Могила С. Г. Улагая

После прорыва Красной армии через Перекоп в ноябре 1920 года генерал Улагай в составе Русской Армии был эвакуирован из Крыма в Турцию, а затем — во Францию, где поселился в Марселе.
Там он создал казачью цирковую труппу верховых наездников, с которой гастролировал по Европе и Америке, чем и зарабатывал на жизнь. По некоторым данным, во время Второй мировой войны участвовал в формировании антисоветских казачьих частей.
Скончался 29 апреля 1944 года в Марселе, был похоронен на местном кладбище Сен-Пьер (газета «Казачья лава», № 10, 15.06.1944). 22 января 1949 года его прах, после отпевания отцом Борисом (Старком), был перезахоронен на кладбище Сент-Женевьев-де-Буа. На его могиле написано «Вѣчная слава Русскому Воину».

## Награды
- Орден Святой Анны 4-й степени с надписью «За храбрость» (ВП 24.05.1904)
- Орден Святого Станислава 3-й степени с мечами и бантом (ВП 25.11.1905)
- Орден Святой Анны 3-й степени с мечами и бантом (ВП 16.04.1905)
- Орден Святого Станислава 2-й степени с мечами (ВП 16.04.1905)
- Орден Святого Владимира 4-й степени с мечами и бантом (ВП 27.05.1907)
- Орден Святой Анны 2-й степени с мечами (ВП 2.11.1916)
- Георгиевское оружие (ВП 3.01.1917)
- Орден Святого Георгия 4-й степени (ВП 17.01.1917)
- Орден Святителя Николая Чудотворца (Приказ Главнокомандующего № 3579, 25 августа 1920.